# Château de Hautvillars

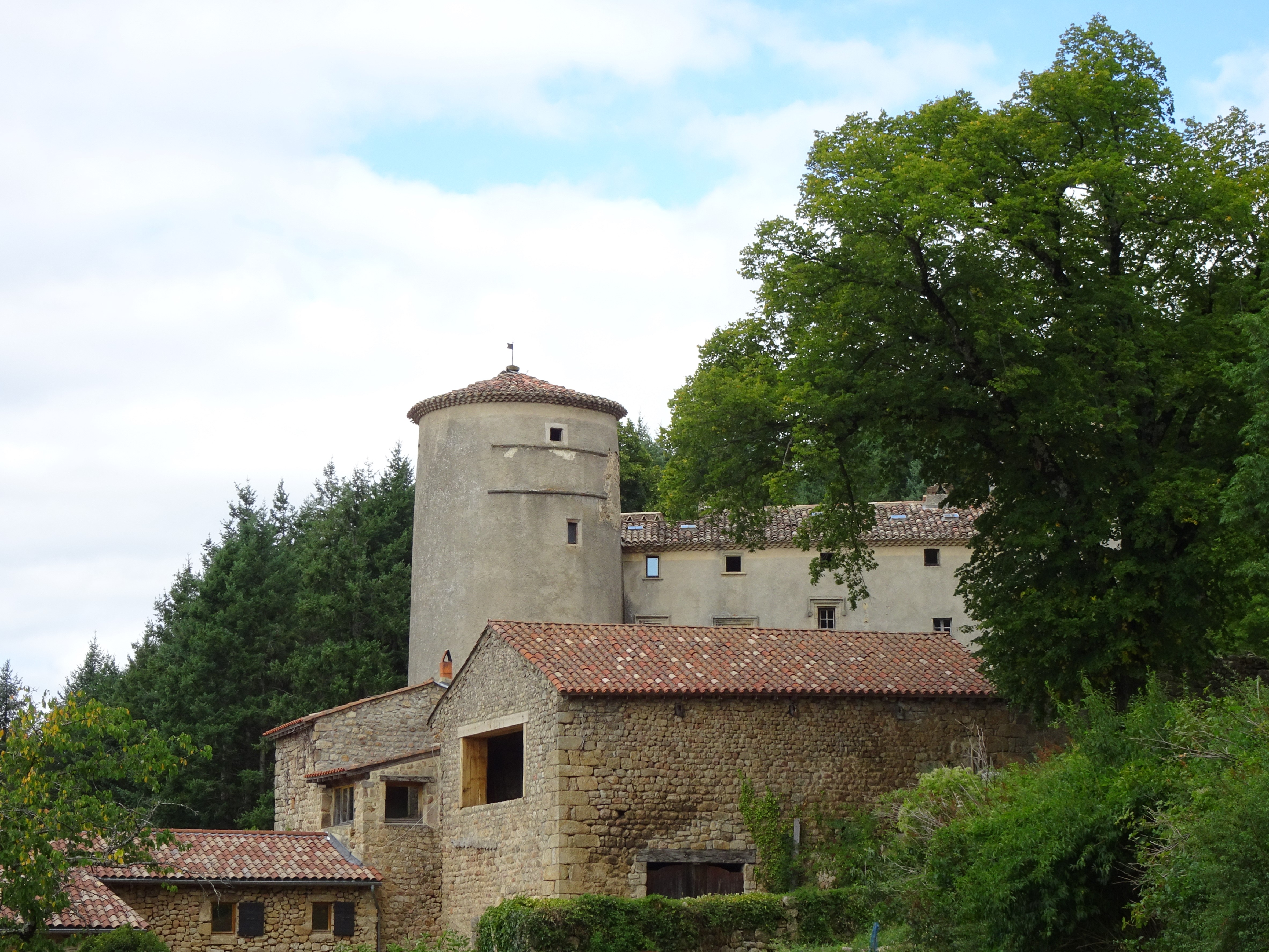
Château de Hautvillard.

Le château de Hautvillars est un château situé à Silhac, en France.

## Localisation
Le château est situé sur la commune de Silhac, dans le département français de l'Ardèche.

## Historique
L'édifice est inscrit au titre des monuments historiques en 1952.